# Matthew Wilson (wielrenner)
Matthew Wilson (Melbourne, 1 oktober 1977) is een Australisch voormalig wielrenner. In 2004 werd hij Australisch kampioen op de weg.

## Biografie
Matthew Wilson kende eind jaren 90 al successen in zijn vaderland waar hij uitkwam voor de nationale ploeg. In 1999 werd de Ziekte van Hodgkin bij hem geconstateerd. Nadat hij hersteld was van kanker werd Wilson op voorspraak van landgenoot en topsprinter Baden Cooke opgenomen in de ploeg Mercury-Viatel. 
In 2004 werd Wilson nationaal kampioen op de weg en in 2007 won hij een etappe en het eindklassement van de Herald Sun Tour. Hij stopte met koersen op 19 augustus 2012 na de Vattenfall Cyclassics.

## Belangrijkste overwinningen
2001
2e etappe Ronde van Luik
4e etappe Ronde van de Toekomst
2002
3e etappe Ronde van de Toekomst
10e etappe Herald Sun Tour
2004
 Australisch kampioen op de weg, Elite
2007
1e etappe Herald Sun Tour
Eindklassement Herald Sun Tour
2008
2e etappe Jayco Bay Cycling Classic
6e etappe Tour de Beauce
2e etappe Cascade Classic
Bergklassement Ronde van Ierland

## Resultaten in voornaamste wedstrijden
| Jaar | Ronde van Italië | Ronde van Frankrijk | Ronde van Spanje |
| ---- | ---------------- | ------------------- | ---------------- |
| 2002 |                  |                     |                  |
| 2003 |                  | buiten tijd         |                  |
| 2004 | 132e             | 144e                |                  |
| 2005 | 146e             |                     |                  |
| 2006 |                  |                     |                  |
| 2007 |                  |                     |                  |
| 2010 |                  |                     | 143e             |
| 2011 | opgave           |                     |                  |
| 2012 |                  |                     |                  |

| Jaar | Milaan-San Remo | Gent-Wevelgem | Ronde van Vlaanderen | Parijs-Roubaix | Amstel Gold Race | Luik-Bast.‑Luik |  | WK op de weg |
| ---- | --------------- | ------------- | -------------------- | -------------- | ---------------- | --------------- |  | ------------ |
| 2002 |                 |               | 20e                  | opgave         |                  |                 |  | 63e          |
| 2003 | 16e             |               |                      | opgave         |                  |                 |  |              |
| 2004 | 73e             |               |                      | opgave         | opgave           |                 |  |              |
| 2005 | 153e            |               |                      | 77e            |                  |                 |  |              |
| 2006 |                 | 69e           | 30e                  | 66e            | 71e              |                 |  |              |
| 2007 |                 |               | 41e                  |                |                  |                 |  |              |
| 2010 | 122e            | 80e           | opgave               |                |                  |                 |  |              |
| 2011 | 99e             | 153e          | opgave               |                |                  | opgave          |  |              |
| 2012 | opgave          |               | opgave               | opgave         |                  |                 |  |              |

## Ploegen
- 2001-Mercury-Viatel (stagiair)
- 2002-La Française des Jeux
- 2003-Fdjeux.com
- 2004-Fdjeux.com
- 2005-La Française des Jeux
- 2006-Unibet.com
- 2007-Unibet.com
- 2008-Team Type 1
- 2009-Team Type 1
- 2010-Team Garmin-Transitions
- 2011-Team Garmin-Cervélo
- 2012-Orica-GreenEdge